# Маунтін-Роуд (Вірджинія)
Маунтін-Роуд (англ. Mountain Road) — переписна місцевість (CDP) в США, в окрузі Галіфакс штату Вірджинія. Населення — 1009 осіб (2020). Місцевість розташована вздовж 360-ї магістралі США (в окрузі Галіфакс магістраль відома як Маунтін-Роуд), на захід від містечка Галіфакс.

## Географія
Маунтін-Роуд розташований за координатами 36°45′9″ пн. ш. 78°59′15″ зх. д. / 36.75250° пн. ш. 78.98750° зх. д. (36.752543, -78.987390).  За даними Бюро перепису населення США в 2010 році переписна місцевість мала площу 22,31 км², з яких 22,22 км² — суходіл та 0,09 км² — водойми.

## Демографія
Згідно з переписом 2010 року, у переписній місцевості мешкало 1100 осіб у 458 домогосподарствах у складі 331 родини. Густота населення становила 49 осіб/км².  Було 529 помешкань (24/км²).
Расовий склад населення:
| - 63,6 % — чорних або афроамериканців - 34,6 % — білих |

До двох чи більше рас належало 1,5 %. Частка іспаномовних становила 0,6 % від усіх жителів.
За віковим діапазоном населення розподілялося таким чином: 21,8 % — особи молодші 18 років, 58,3 % — особи у віці 18—64 років, 19,9 % — особи у віці 65 років та старші. Медіана віку мешканця становила 45,7 року. На 100 осіб жіночої статі у переписній місцевості припадало 84,9 чоловіків;  на 100 жінок у віці від 18 років та старших — 84,9 чоловіків також старших 18 років.
Середній дохід на одне домашнє господарство  становив 48 866 доларів США (медіана — 33 321), а середній дохід на одну сім'ю — 63 075 доларів (медіана — 41 548). За межею бідності перебувало 13,4 % осіб, у тому числі 3,1 % дітей у віці до 18 років та 27,5 % осіб у віці 65 років та старших.
Цивільне працевлаштоване населення становило 474 особи. Основні галузі зайнятості: освіта, охорона здоров'я та соціальна допомога — 35,2 %, виробництво — 21,5 %, роздрібна торгівля — 21,1 %.